# Супрематична композиція
«Супрематична композиція (синій прямокутник поверх червоного променя)» (англ. Suprematist Composition (blue rectangle over the red beam)) — картина українського художника-авангардиста Казимира Малевича 1916 року, найдорожчий витвір українського мистецтва.

## Історія
Картина написана художником в 1916 році. У 1919-20 роках виставлялася в Москві.
У 1927 році Малевич виставляв картину на виставках у Варшаві, а пізніше в Берліні. Після термінового від'їзду Казимира Малевича в СРСР в червні 1927 картина була їм передана на зберігання німецькому архітекторові Гуго Герінгу. В цілому, після виставки Малевич залишив у Берліні в 1927 році більше ста своїх полотен. Пізніше Герінг вивіз ці полотна з нацистської Німеччини, де вони підлягали знищенню як «дегенеративне мистецтво».
У 1958 році його спадкоємці продали картину музею Стеделік в Амстердамі, за солідну на ті часи суму в 120 тисяч гульденів.
Протягом XX століття картина неодноразово виставлялася на різних виставках, переважно європейських. Амстердамські збори робіт Малевича — найбільші за межами колишнього СРСР.
Коли в 2003-2004 рр. музей виставляв полотна Малевича в США, спадкоємці художника оскаржили права Герінга (і, відповідно, музею) розпоряджатися ними. Після 4-річного судового розгляду сторони уклали мирову угоду, згідно з умовами якого музей поступився спадкоємцям п'ять значущих картин зі свого зібрання. Після 17 років судових суперечок картина була повернута спадкоємцям художника.

## Вартість полотна
3 листопада 2008 року на аукціоні Sotheby's в Нью-Йорку картина була продана невідомому покупцеві за 60 002 500 доларів, ставши однією з найдорожчих картин в історії, написаної українським художником на той момент.
16 травня 2018 року на аукціоні Christie's в Нью-Йорку була продана за 85 812 500 доларів. Покупець залишився анонімним. Угода визнана найдорожчою в історії для картин українських художників.